# 塔下寺 (蓝山县)
塔下寺，原名净住寺，位于湖南省蓝山县城东回龙山，故又名回龙山寺。寺中有塔，名为传芳塔，明嘉靖四十二年（1563年）重建，至万历六年（1578年）落成。塔下寺是湖南省塔寺合一形式的宝塔建筑中迄今尚完好保存的孤例。

## 沿革
塔下寺为旧时永州三大佛教圣地之一，香火旺盛，有“西域無雙境，南平第一山”之称。寺院山门共三进，过门后居中为大雄宝殿，殿左有观音阁、倚舜水河而建的三层高的观澜亭、纪念刘禹锡在蓝山行迹的梦得祠等建筑，殿右则为戒堂、经堂等。传芳塔居于殿后，以天然岩石为基，基底周长28米；塔高七层约40米，外呈八角形，内有186级螺旋阶梯通塔顶；塔门上书“峭塔凌云”，并以此名居蓝山县八景之一。中华人民共和国成立后，1958年，蓝山县人民委员会在寺内修筑烈士墓，安葬为解放县城而牺牲的8名解放军官兵，并为其筑碑。文革中，寺院受到破坏，原寺内和塔中各层所供佛像遭毁坏。:183、607-6081979年，塔下寺被列为县级文物保护单位，并由政府拨款维修。1996年被列为第六批湖南省文物保护单位。